# Wszyscy młodzi w ich wieku
Wszyscy młodzi w ich wieku (fr. Tous les garçons et les filles de leur âge…) – francuski serial telewizyjny z lat 1993 – 1995.

## Odcinki
Odcinek 1
Dąb i trzcina (Le chêne et le roseau)
Obsada
- Élodie Bouchez – Maïté Avarez
- Gaël Morel – François Forestier
- Stéphane Rideau – Serge Bartolo
- Frédéric Gorny – Henri Mariani
- Michèle Moretti – Madame Alvarez
- Nathalie Vignes – Irène
- Jacques Nolot – Monsieur Morelli

Odcinek 2
US Go Home
Obsada
- Alice Houri – Martine
- Jessica Tharaud – Marlène
- Grégoire Colin – Alain
- Martine Gautier – Matka
- Vincent Gallo – Kapitan Brown
- François Jandin – Le danseur de Marlène
- Antoine Chappey – Autostopowicz
- Lionel Goldstein – Ojciec
- Claire Laroche – Blondynka

Odcinek 3
Portrait d'une jeune fille de la fin des années 60 à Bruxelles
Obsada
- Circé Lethem – Michèle (jako Circé)
- Julien Rassam – Paul
- Joëlle Marlier – Danielle
- Cynthia Rodberg – Mireille

Odcinek 4
La page blanche
Obsada
- Renée Amzallag
- Louis Barnier
- Djamel Bensalah
- Jackie Berroyer
- Jean-Christophe Bouvet
- Vladimir Cagnolari
- Anne-Lise Calvez
- Jean-Pierre Darroussin – Inspektor
- Lorànt Deutsch
- Caroline Doron
- Dominique Faysse – Matka Christine
- Cyprien Fouquet – Gilles
- Laetitia Giraud
- Mathias Grandidier
- Leila Guérémy
- Ilona Györi
- Laurent Jaquet
- Virginie Ledoyen – Christine
- Julien Legros
- Laetitia Lemerle
- Christophe Loir
- Mathieu Mardoukhaev
- Smaïl Mekki –  Mourad
- Ludovic Nerthillot
- Yann Richard
- Romuald Rodriguez-Lopez
- Aurélie Sabatier
- Jérôme Simonin
- László Szabó – Ojciec Gilles'a
- Marguerite Vial
- Alexandra Yonnet

Odcinek 5
Paix et amour
Obsada
- Jackie Berroyer – profesor filozofii
- Richard Cairaschi
- Emilie Ben Guigi – Laetitia
- Yvonne Kerouedan – Irene
- Emmanuel Mari – Fabio
- Gil Novi – Alain
- Marianne Papasseudi – Odile

Odcinek 6
Travolta et moi
Obsada
- Leslie Azzoulai – Christine
- Hélène Eichers – Karine
- Julien Gerin – Nicolas
- Thomas Klotz – Jerome
- Igor Tchiniaev – Igor

Odcinek 7
L'incruste
Obsada
- Claire Keim – Ariane
- Yann Boudaud
- Benoît Magimel – Pierre
- Marcel Bozonnet

Odcinek 8
Bonheur
Obsada
- Malek Bechar – Kamel
- Didier Borga – Didier
- Salah Bouchouareb – Brahim
- Caroline Ducey – Mathilde (jako Caroline Trousselard)
- Estelle Perron – Valérie

Odcinek 9
Frères
Obsada
- Nabil El Bouhairi – Zakari
- Véronique Octon – Max-Laure
- Samy Naceri – Samy
- Maureen Diot – Maya
- Romain Duris – Marco
- Kader Hemissi – Henri
- Denis Seurat – Taksówkarz
- Saïd Taghmaoui – Paul